# Hoxie (Kansas)
Hoxie er en amerikansk by og administrativt centrum for det amerikanske county Sheridan County i staten Kansas. I 2000 havde byen et indbyggertal på 1.244.
39°21′16″N 100°26′24″V / 39.3544°N 100.44°V